# 羈絆輝煌戀愛入門
《羈絆輝煌戀愛入門》是CRYSTALiA在2017年11月24日發售的戀愛冒險類型成人遊戲。2019年1月25日發行以本篇朱雀院椿線之後發展的續作《羈絆輝煌戀愛入門-椿戀歌-》（絆きらめく恋いろは-椿恋歌-）。2019年6月27日由dramatic create發售PlayStation 4版本。2020年7月31日发行《椿とワンルーム －絆きらめく恋いろはSS－》和《しおんとワンルーム－絆きらめく恋いろはSS－》续作 （页面存档备份，存于）

## 登場角色

### 主要角色
三城刀輝
本作的男主角，叢雲學園技巧科2年級學生。刀匠名门三城家的末裔，折纸锻造有刀匠级水平，但是至今没有打造过一把折纸，只是经常捣鼓机械，學園中唯一仍在使用舊式工房的學生，享受着悠哉的学园生活。性格开朗，处事老练。无法放下困扰的人不管，老好人一个，喜欢关心人，照顾他人得心应手。
心中對於打造折紙是充滿著想做又抗拒的矛盾心態，原先是為了父親才學習成為刀匠並選擇技巧科，但父親卻在入學後的隔天過世讓他瞬間失去了唯一驅使他鑄刀的動力。直到二年級認識櫻夜等人後逐漸明白自己之所以會有這樣矛盾的心理是因為對於刀是能夠奪取他人性命的東西有著陰影，更在之後回憶起了自己曾在年幼時以刀殺害了自己的親友(事後得知該名親友還活著而且就是櫻夜)才對此產生恐懼。最後在櫻夜的安慰與請求下跨越了恐懼成功為櫻夜鍛造出專屬於櫻夜的折紙。
櫻夜線得知年幼時曾在櫻夜家中住過一段時間並學習過劍術，根據櫻夜的說法當時的刀輝劍術水準十分強大，但由於意外失去了那段時間的記憶不過身體還是稍微能夠記住一點，找回記憶後也稍微的回到當時的水準甚至連都子也讚賞他的劍術。
上和泉櫻夜
身高：160cm，三圍：B91（D）/W58/H89，生日：1月16日，血型：A型，恋爱：贤妻良母
叢雲學園武藝科2年級學生。群马出身，家中的設備並不先進加上是機械白癡所以剛來到科技進步的叢雲學園時面對先進的設備感到不知所措需要依靠刀輝的幫助，在奶奶要求下转入丛云学园，剛轉學來就將刀輝當成自己的親友。拥有着速度型选手的天赋，在刀上灌注了信念和觉悟。一开始由於過去所學習的劍術是講究瞬間生死相搏的實戰而不适应偏向競技的刃道，在刀辉指导下成长，在与紫苑的模拟战中领悟了自己的刃道，击败了她获得了第一次刃道比赛的胜利。
個人線得知與刀輝是親戚關係(刀輝的母親是櫻夜的父親的妹妹)，刀輝的母親過世後刀輝曾在櫻夜家中受照顧一段時間。
朱雀院椿（聲：卯衣）
身高：155cm，三圍：B81（B）/W54/H82，生日：12月10日，血型：A型，恋爱：年上妻子
叢雲學園武藝科3年級學生。丛云演武祭二连冠，学园最强的武艺者。自称刀辉的姐姐，十分关心刀辉，如果刀輝和其他女性關係過於密切會吃醋生氣。认为学生时代的男女交往是不纯洁的，感覺到刀輝的貞操受到葵的威脅時會快速的衝出來阻止，对H的事情没有抵抗力，经常面红耳赤。真正擅長的是二刀流但被“朱雀院”之名束缚着，一心只考虑着“胜利”因此過去的演武祭中鮮少使用二刀流反而是以居合一類的反擊技從對手的失誤中得到勝利，总是在学园训练室锻炼自己。对希娅对自己刃道战斗“无聊”的评价很气愤，曾因刀辉与樱夜關係過於密切和櫻夜大吵一架並與其進行一場演舞祭規格模擬戰，但在該戰被櫻夜的實力逼得使出二刀流才獲得勝利，对紫苑这个后辈很满意，经常与千石葵针锋相对。
由於朱雀院家族的關係連自己的折紙都是必須是自己所打造的，因此過去曾為了刀匠修練在刀輝的家中修行一段時間並在當時認識刀輝，從刀輝的身上得到了在朱雀院家時不曾有過的認同後將他視為自己的弟弟般疼愛。十分了解刀輝的刀匠實力，雖然堅持只使用自己所打造的折紙但還是希望得到刀輝為自己打造的折紙。
續作椿戀歌中擔任女主角。
藍原紫苑（聲：藤崎紗矢香）
身高：146cm，三圍：B85（E）/W53/H83，生日：8月9日，血型：O型，恋爱：爱管闲事
叢雲學園武藝科1年級學生，因為有潛力被鼓勵來叢雲就學但遲遲得不到好成績一度考慮放棄。因传家灵刀邂逅刀辉，在他的鼓勵與教导下找到了方向並終於讓潛力得以展現出來。精神感应系数极高，因此经常损坏折纸甚至全力使用弗莉希娅特製的折紙時會將訓練室的屋頂打穿一個大洞，经常被技巧科学生说教。有成为力量型选手的潜质。
弗莉希娅·神速
身高：143cm，三圍：B79（A）/W51/H81，生日：10月8日，血型：AB型，恋爱：好奇宝宝
叢雲學園武藝科1年級學生，國外槍器製造商「神速」的大小姐。被刀辉极高的折纸锻造技术和丰富的刃道知识折服，立志成为他的弟子，擁有一定的駭客技術，透過駭進刀輝的端末後能夠看見綾瀨的存在。

### 其他角色
绫濑（聲：小倉結衣）
寄宿在鐵鏡的女神。三城家的守护神，喜食清汤薯片，由於刀輝將綾瀨顯現只設定在自己身上，因此除了一部分擁有靈感或者是像弗莉希娅能夠駭進刀輝的端末修改讀取權的人以外是看不到他的存在。
千石葵
叢雲學園武藝科3年級學生。两次在演武祭上输给椿。每次看到椿时都针锋相对且對於椿對勝利的過份執著導致採用過於保守的打法感到非常的不悅，吵架是日常现象，私底下其實非常關心椿並察覺到椿的不正常。经常在椿面前性骚扰刀辉，以此作乐。
银杏田萌生菜（聲：綾瀬あかり）
叢雲學園武藝科2年級學生。紫苑在道场时的前辈。曾和刀辉组队参加丛云演武祭，因此在班里和他熟识。被喊绰号时会大发雷霆，屬於力量型的選手並憑藉自身強大的直覺和迅速掌握對手的弱點的能力成為實力算在前段的選手，面對不管多弱的對手都不會手下留情。
朱雀院都子
朱雀院家的三女兒，朱雀院椿的姐姐，四姐妹中刃道实力No.1，畢業後就離開家中並失聯好幾年。侍奉弗莉希娅的女仆，告诉她刃道的元凶。擁有一定的靈感可以感覺到綾瀨的存在並且與他溝通。
追求賭上生死的戰鬥的狂人，因此對於刃道這種僅限於競技的戰鬥沒有太大的興致，十分欣賞刀輝和櫻夜這類殺人劍式的劍術並且可以敏銳的查覺到刀輝過去曾有用刀殺害他人的經驗。會成為女僕的原因是認為女僕與朱雀院家所追求的武士精神沒有太大的差別並且認為弗莉希娅是適合自己賭上生命侍奉的對象而成為他的女僕。
佐佐木巫琴（聲：野上結生）
刀輝的班級老師兼校医。狐狸的半妖，看到稻禾壽司會藏不住狐狸的耳朵和尾巴，能夠揪出躲在鐵鏡裡的綾瀨。空闲时喜欢抽电子烟来消磨时光。总是懒洋洋的样子，讨厌惹上麻烦。不少学生喜欢这位散发着沉着气氛的成熟教师。
东雲雲雀（聲：橘美月）
刀輝的同學。丛云学园后勤科2年級学生。喜欢百合和性騷擾同性而被一部分女學生稱為是變態，偶尔会冒出关西口音，後勤的手段十分高明，能夠在短時間內就能替刀輝準備好需要的材料。
凭代君
電子模擬系統的虛擬角色，正式名為「平賀電算靈式試行機YSR-04E」。运用了全息投影技术打造。具有显示情报确认窗口的功能，还可以投影出灵式武器和对战选手，来进行比试。使用凭代君进行模拟战之后，对战数据会自动上传云端来供学园所有人阅览。经常使用式神的虚拟形象，也能随时变换为已登录的对战选手的身姿。

## 主題曲
羈絆輝煌戀愛入門
片頭曲
作詞：、叢神智斗紅，作曲：，主唱：KEiNA
插入曲「EVERLasT/nG StreNGTH」
作詞：，作曲：，主唱：冬乃櫻
片尾曲
作詞、作曲：，主唱：MIU
羈絆輝煌戀愛入門 -椿戀歌-
片頭曲「TSUBAKi-IRO-KOiUTA」
作詞：ALNEAR、CRYSTALiA，作曲：ALNEAR，主唱：冬乃櫻

## 評價
《羈絆輝煌戀愛入門》在Getchu.com舉辦的美少女遊戲大賞2017中獲得綜合部門第18名、繪圖部門第10名、影片部門第7名。於2017年度「萌系遊戲大賞」獲得繪圖賞。

## 外部連結
- 羈絆輝煌戀愛入門遊戲官網 （页面存档备份，存于）（日語）
- PS4版本遊戲官網 （页面存档备份，存于）（日語）
- 羈絆輝煌戀愛入門-椿戀歌-遊戲官網 （页面存档备份，存于）（日語）
- 《羈絆輝煌戀愛入門》在視覺小說數據庫的頁面 （英文）